# Vilnius Park Plaza

Hotel (2023)

Vilnius Park Plaza ist ein Hotel mit 108 Zimmern in Naujamiestis der litauischen Hauptstadt Vilnius.

## Geschichte
Das Hotel wurde 1973 als Draugystė-Hotel (dt. 'Freundschaft') in Sowjetlitauen gebaut. Die Projektautoren des Hochhauses waren Stanislovas Bareikis und J. Bartling.
Ab 1991 gehörte es dem staatlichen Unternehmen für Gästebetreuung der Regierung Litauens. 1994 wurde die Firma vom Präsidialamt Litauens verwaltet.  1995 plante man, 30 % Aktien dieser Firma yu privatisieren. 1998 erwarb Kristina Butrimienė, die Freundin und künftige Ehefrau des litauischen Präsidenten Algirdas Brazauskas, diese Aktien. 2000 wurde die Privatisierung abgeschlossen. 34 % Aktien erwarb das Unternehmen „Vaizga“. Die Mehrheit der Aktien übernahm dann „InterContinental Hotels Group“.
Von 2001 bis 2003 wurde das Hotel rekonstruiert. Ab 2003 hieß das Hotel Crowne Plaza Vilnius.
2004 erwarb Kristina Butrimienė 38 % Aktien vom Unternehmen „Ordos Limited“.  Später wurde ein Untersuchungsausschuss des litauischen Parlaments Seimas eingesetzt, um die Transparenz der Geschäfte der Familienmitglieder von Premierminister A. M. Brazauskas bei der Privatisierung von Crowne Plaza Hotel zu untersuchen.
Jetzt verwaltet das Unternehmen UAB Imperiva. Seit 2024 heißt es Vilnius Park Plaza.